# الوزن الفارغ للمصنع
في مجال الطيران، الوزن الفارغ للشركة المصنعة (manufacturer's empty weight) المعروف أيضًا باسم الوزن الفارغ للمصنع (manufacturer's weight empty) ويختصر (MWE) هو وزن الطائرة «كما تم بناؤها» ويتضمن وزن الهيكل والمحركات والمفروشات والتركيبات والأنظمة وغيرها من المعدات التي تعتبر جزءًا لا يتجزأ من الطائرة قبل إضافة المُشغل لعناصر إضافية للتشغيل.
الوزن الفارغ الأساسي للطائرة (Basic aircraft empty weight) هو نفسه بشكل أساسي ولا يشمل أي أمتعة أو ركاب أو وقود قابل للاستخدام. تحدد بعض الشركات المصنعة هذا الوزن الفارغ على أنه يتضمن معدات اختيارية، على سبيل المثال وحدات (GPS) أو سلال الحمولة أو الأضواء الكاشفة.

## مواصفات الوزن الفارغ للمصنع
الوزن الفارغ للمصنع (MEW) هو المذكور في وثائق المواصفات القياسية للشركة المصنعة وهو الوزن الجاف الأساسي القياسي للطائرة الذي تعتمد عليه جميع المواصفات القياسية الأخرى وأداء الطائرة من قبل الشركة المصنعة.
مواصفات الوزن الفارغ للمصنع تشمل وزن:
- هيكل الطائرة - الهياكل الأولية والثانوية (جسم الطائرة، الجناح، الذيل، أسطح التحكم، أغطية المحركات، معدات الهبوط).
- المحرك.
- وحدة الطاقة المساعدة (APU).
- الأنظمة (الأدوات، والملاحة، والمكونات الهيدروليكية، والأنظمة الهوائية، وأنظمة الوقود (ولكن ليس الوقود نفسه)، والنظام الكهربائي، والإلكترونيات، والمفروشات الثابتة (وليست الخاصة بالمُشغل)، وتكييف الهواء، ونظام مكافحة الجليد، إلخ.).
- تعتبر المعدات والخدمات الثابتة جزءًا لا يتجزأ من الطائرة.
- ثقل الموازنةالثابت (إن وجد).
- سوائل النظام المغلق (مثل السوائل الهيدروليكية).

بالنسبة للطائرات الصغيرة، قد تتضمن (MEW) وقودًا وزيتًا غير صالحين للاستخدام.
تستبعد مواصفات الوزن الفارغ للمصنع وزن:
- كل أنواع الوقود (صالحة للاستعمال وغير صالحة للاستعمال).
- مياه الشرب ومضادات الجليد والمواد الكيميائية في المراحيض.
- زيت المحرك وزيت وحدة الطاقة المساعدة (APU).
- جميع عناصر المواصفات والتحديدات والتثبيتات غير الأساسية (أي التحديدات الاختيارية).
- التحديدات والتثبيتات والخيارات الخاصة بالعميل.
- المشغل / عناصر التشغيل.
- المعدات والخدمات القابلة للنقل.
- الحمولة.

بالنسبة للطائرات الصغيرة، تُعرف المواصفات (MEW) بالوزن الفارغ القياسي (أو الوزن القياسي فارغًا).

## روابط خارجية
- وزن الطائرة وتوازنها